# Acil-CoA acido grasso sintasi
La acil-CoA acido grasso sintasi è un enzima appartenente alla classe delle transferasi, che catalizza la seguente reazione:
acetil-CoA + n malonil-CoA + 2n NADH + 2n NADPH + 4n H+ ⇄ acil-CoA a catena lunga + n CoA + n CO2 + 2n NAD+ + 2n NADP+
L'enzima del lievito è una proteina multifunzionale, che catalizza le reazioni della (proteina trasportante acili) S-acetiltransferasi (numero EC 2.3.1.38), (proteina trasportante acili) S-maloniltransferasi (numero EC 2.3.1.39), 3-ossoacil-(proteina trasportante acili) sintasi (numero EC 2.3.1.41), 3-ossoacil-(proteina trasportante acili) reduttasi (numero EC 1.1.1.100), (R)-3-estere-idrossiacido deidrogenasi (numero EC 1.1.1.279), 3-idrossipalmitoil-(proteina trasportante acili) deidratasi (numero EC 4.2.1.61) e enoil-(proteina trasportante acili) reduttasi (NAD) (numero EC 1.3.1.9).